# Miss Salvador
Miss Salvador est un concours de beauté annuel tenu au Salvador.
Différentes jeunes femmes peuvent être représentantes de Salvador aux concours de Miss Univers, Miss Monde, Miss Terre et Miss international.

## Miss Salvador

### Représentantes à Miss Univers
| Année | Nom                                 | Classement à Miss Univers         |
| ----- | ----------------------------------- | --------------------------------- |
| 1954  | Myrna Roz Orozco                    | Unplaced                          |
| 1955  | Maribel Arrieta Gálvez              | 1st Runner-Up & Miss Congeniality |
| 1972  | Ruth Eugenia Romero Ramirez         | Unplaced                          |
| 1973  | Gloria Ivete Romero                 | Unplaced                          |
| 1974  | Ana Carlota Margarita Araujo        | Unplaced                          |
| 1975  | Carmen Elena Figueroa               | Top 12                            |
| 1976  | Mireya Carolina Calderon Tovar      | Unplaced                          |
| 1977  | Altagracia Arevalo                  | Unplaced                          |
| 1978  | Iris Ivette Mazorra Castro          | Unplaced                          |
| 1979  | Judith Ivette Lopez Lagos           | Unplaced (59th Place)             |
| 1981  | Martha Alicia Ortiz                 | Competed at Miss World            |
| 1982  | Jeannette Orietta Marroquin         | Unplaced (41st Place)             |
| 1983  | Claudia Deniz Oliva Alberto         | Unplaced (69th Place)             |
| 1984  | Ana Lorena Samagoa                  | Unplaced (66th Place)             |
| 1985  | Julia Haydee Mora Alfaro            | Most Followed by Media            |
| 1986  | Vicky Elizabeth Canas Alvarez       | Unplaced (73rd Place)             |
| 1987  | Virna Passelly Machuca              | Unplaced (54th Place)             |
| 1988  | Ana Margarita Vaquerano Celarie     | Unplaced (58th Place)             |
| 1989  | Lucia Beatriz Lopez Rodriguez       | Unplaced                          |
| 1990  | Gracia Maria Guerra                 | Unplaced (65th Place)             |
| 1991  | Rebeca Davila Dada                  | Unplaced (44th Place)             |
| 1992  | Melissa Salazar                     | Unplaced (32nd place)             |
| 1993  | Kathy Mendez Cuellar                | Unplaced (50th Place)             |
| 1994  | Claudia Mendez Cuellar              | Unplaced (46th Place)             |
| 1995  | Eleonora Beatrice Corrillo Alammani | Top 10 (8th Place)                |
| 1996  | Milena Mayorga                      | Top 10 (7th Place)                |
| 1997  | Carmen Irene Carrillo Vilanova      | Unplaced (32nd Place)             |
| 1998  | Maria Gabriela Joviel Munguia       | Unplaced                          |
| 1999  | Cynthia Carolina Cevallos Montoya   | Unplaced                          |
| 2000  | Alexandra Maria Rivas Cruz          | Unplaced                          |
| 2001  | Grace Marie Zabaneh Menendez        | Unplaced                          |
| 2002  | Elisa Sandoval Rodriguez            | Unplaced                          |
| 2003  | Diana Renee Valdivieso Dubon        | Unplaced                          |
| 2004  | Silvia Gabriela Mejia Cordova       | Unplaced                          |
| 2005  | Irma Marina Dimas Pineda            | Unplaced                          |
| 2006  | Rebecca Iraheta                     |                                   |
| 2007  | Lissette Rodríguez Alfaro           |                                   |
| 2008  | Rebeca Moreno                       |                                   |
| 2009  | Jacquelin Mayella Mena Mahomar      |                                   |
| 2010  | Sonia Yesenia Cruz Ayala            |                                   |
| 2011  | Mayra Graciela Aldana Najarro       |                                   |
| 2012  | Ana Yancy Clavel Espinoza           |                                   |
| 2013  | Alba Maricela Delgado Rubio         |                                   |
| 2014  | Claudia Patricia Murillo Ramos      |                                   |
| 2015  | Fátima Idubina Rivas Opico          |                                   |
| 2017  | Allison Ivonne Flores Abarca        |                                   |
| 2018  | Marisela de Montecristo             |                                   |
| 2019  | Zuleika Soler Aragón                |                                   |
| 2020  | Vanessa Velásquez                   |                                   |
| 2021  | Alejandra María Gavidia García      |                                   |
| 2022  | Alejandra Guajardo Sada             |                                   |
| 2023  | Isabella García-Manzo               | Top 10                            |
| 2024  | Florence García                     |                                   |

### Représentantes à Miss Monde
| Année | 1st Runner-up                       | Classement à Miss Monde                     |
| ----- | ----------------------------------- | ------------------------------------------- |
| 1975  | Ana Stella Coman Duran              | Unplaced                                    |
| 1976  | Soraya Comandari Zanotti            | Unplaced                                    |
| 1977  | Magaly Varela Rivera                | Unplaced                                    |
| 1978  | Iris Ivette Mazorra Castro          | Unplaced                                    |
| 1979  | Judith Ivette Lopez Lagos           | Unplaced                                    |
| 1982  | Loredana Munguta                    | Unplaced                                    |
| 1983  | Carmen Irene Alvarez Gallardo       | Unplaced                                    |
| 1984  | Celina Maria Lopez Parraga          | Unplaced                                    |
| 1985  | Luz Del Carmen Mena Duke            | Unplaced                                    |
| 1986  | Nadine Monique Jeanpierre Gutierrez | Unplaced                                    |
| 1987  | Claudia Lorena Alvarenga Ruiz       | Unplaced                                    |
| 1988  | Karla Lorena Hasbun                 | Unplaced                                    |
| 1989  | Ana Estela Aguilar                  | Unplaced                                    |
| 1990  | Maria Elena Henriquez               | Unplaced                                    |
| 1991  | Lucia Beatriz Lopez Rodriguez       | Unplaced                                    |
| 1992  | Raquel Cristina Duran               | Unplaced                                    |
| 1993  | Beatriz Eugenia Henriquez Pinto     | Unplaced                                    |
| 2004  | Andrea Denise Muschenborn Charlaix  | Unplaced                                    |
| 2005  | Alejandra Mirian Carcamo Ramos      | Unplaced/ Top 19 in Miss World Beach Beauty |

### Représentantes à Miss International
| Année | 2nd Runner-up              | Classement |
| ----- | -------------------------- | ---------- |
| 1992  | Maria Elena Ferreiro       | Unplaced   |
| 1994  | Nathalia Gutierrez Munguia | Unplaced   |
| 1995  | Natalia Díaz               | Unplaced   |

## Depuis 2004: Nuestra Belleza El Salvador

### Représentantes à Miss Univers
| Année | Nuestra Belleza El Salvador Universo | Classement à Miss Univers                      |
| ----- | ------------------------------------ | ---------------------------------------------- |
| 2006  | Rebecca Iraheta                      | Unplaced                                       |
| 2007  | Lissette Rodríguez                   | Unplaced                                       |
| 2008  | Rebeca Moreno                        | Miss Congeniality                              |
| 2009  | Mayella Mena                         | Unplaced                                       |
| 2010  | Sonia Cruz                           | Unplaced                                       |
| 2011  | Alejandra Ochoa                      | Did not compete, was replaced by 1st runner-up |
| 2012  | Ana Yancy Clavel                     | TBD                                            |

### Représentantes à Miss Monde
| Année | Nuestra Belleza El Salvador Mundo | Classement à Miss Monde                                     |
| ----- | --------------------------------- | ----------------------------------------------------------- |
| 2006  | Evelyn Romero                     | Unplaced                                                    |
| 2007  | Silvia Melhado                    | Unplaced                                                    |
| 2008  | Gabriela Gavidia                  | Unplaced                                                    |
| 2009  | Elena Tedesco                     | Unplaced                                                    |
| 2010  | Gabriela Molina                   | Unplaced/ 2nd runner up in Miss World Beauty with a Purpose |
| 2012  | Maria Luisa Vicuña                | TBD                                                         |

Note : TBD signifie to be defined, soit « pas encore défini » et TBA signifie to be annonced, soit « pas encore annoncé ».